# Acacia oncinocarpa
Acacia oncinocarpa é uma espécie de leguminosa do gênero Acacia, pertencente à família Fabaceae.